# Nóvoie (Vladímir)
|  | Per a altres significats, vegeu «Nóvoie». |

Nóvoie (en rus: Новое) és un poble de l'óblast de Vladímir, a Rússia, segons el cens del 2010 tenia 16 habitants. Pertany al districte municipal de Iúriev-Polski.